# Brian Hansen (Curler)
Brian Hansen (* 26. Januar 1972 in Frederiksberg) ist ein dänischer Curler. 
Sein internationales Debüt hatte Hansen im Jahr 1996 bei der Curling-Europameisterschaft in Kopenhagen, er blieb jedoch ohne Medaille. Ein Jahr später, bei der EM 1997 in Füssen, gewann er mit einer Silbermedaille seine erste Medaille. 
Hansen spielte für Dänemark bei den Olympischen Winterspielen 2002 in Salt Lake City als Second. Die Mannschaft schloss das Turnier auf dem siebten Platz ab. 

## Erfolge
- 2. Platz Europameisterschaft 1997, 1999, 2000